# L'impazienza del cuore
L'impazienza del cuore (Ungeduld des Herzens) è un romanzo dello scrittore austriaco Stefan Zweig, pubblicato nel 1939.

## Trama
La vicenda viene raccontata in prima persona da Anton Hofmiller, ufficiale dell'esercito austro-ungarico, eroe della prima guerra mondiale per aver spesso messo a repentaglio la propria vita in guerra.
Alla vigilia della guerra, Hofmiller svolge il servizio militare come sottotenente in una guarnigione posta in una piccola località nei pressi dell'Ungheria. Invitato da un ricco aristocratico nella sua abitazione, conosce Edith, la figlia del proprietario, una ragazza paralitica. Mosso da disagio, più che da pietà, Hofmiller comincia a recarsi quasi ogni giorno dai Kekesfalva per tener compagnia alla ragazza. Edith tuttavia equivoca i sentimenti dell'ufficiale e se ne innamora.
Sebbene Hofmiller non ricambi l'amore della ragazza, per compassione e per quieto vivere cede alle pressioni del padre di lei e di un suo superiore, e accetta di fidanzarsi ufficialmente con Edith. Poco dopo tuttavia Hofmiller si pente; medita addirittura il suicidio; nega il fidanzamento con i suoi colleghi; infine, dopo essere stato trasferito in altra sede, si pente di essersi pentito, sta meditando di ritornare con Edith quando gli giunge la notizia che la ragazza si è uccisa. Schiacciato dal rimorso, Hofmiller non si tira indietro di fronte ai pericoli della guerra gettandosi con incoscienza nelle situazioni più rischiose.

## Storia
L'impazienza del cuore è il primo romanzo scritto da Stefan Zweig (1881-1942), autore fino ad allora di racconti, versi e opere teatrali. L'autore, di religione israelita, si era trasferito a Londra dall'Austria nel 1934. La composizione del romanzo iniziò nel 1936 e terminò nel 1938, l'anno dell'Anschluss, l'annessione dell'Austria da parte della Germania di Hitler. Il romanzo fu pubblicato nel 1939 in Svezia dall'editore Bermann-Fischer Verlag. Caratteristica del romanzo è la tecnica del flusso di coscienza. L'io narrante, un Anton Hofmiller di circa quarant'anni, racconta a uno sconosciuto viaggiatore in treno, presumibilmente l'autore, la sua tragica vicenda.

## Edizioni
- Stefan Zweig, Ungeduld des Herzens, Stockholm: Bermann Fischer Verlag, 1939, 443 p
- Stefan Zweig, L'impazienza del cuore; traduzione di Umberto Gandini, Torino: Frassinelli, 2004, 376 p, ISBN 88-7684-817-7

## Adattamenti
Da questo romanzo di Stefan Zweig sono stati tratti due film:
- Felicità proibita, film di produzione britannica del 1946, regia di Maurice Elvey, con Lilli Palmer, Albert Lieven e Cedric Hardwicke.
- La Pitié dangereuse, film per la TV francese del 1979, regia di Édouard Molinaro, con Marie-Hélène Breillat e Mathieu Carrière.